# Grady megye (Oklahoma)
Grady megye az Amerikai Egyesült Államokban, azon belül Oklahoma államban található. Megyeszékhelye és legnagyobb városa Chickasha. Lakosainak száma 54 795 fő (2020. április 1.). Grady megye Canadian, Stephens, McClain, Garvin, Comanche és Caddo megyékkel határos.

## Népesség
A megye népességének változása:
| Lakosok száma | 52 481 | 52 766 | 53 110 | 53 685 | 54 648 | 54 795 |
|               | 2010   | 2011   | 2012   | 2013   | 2015   | 2020   |